# Suchowola (gromada w powiecie zamojskim)
Suchowola (od 1 I 1960 Potoczek – unieważnione) – dawna gromada, czyli najmniejsza jednostka podziału terytorialnego Polskiej Rzeczypospolitej Ludowej w latach 1954–1972.
Gromady, z gromadzkimi radami narodowymi (GRN) jako organami władzy najniższego stopnia na wsi, funkcjonowały od reformy reorganizującej administrację wiejską przeprowadzonej jesienią 1954 do momentu ich zniesienia z dniem 1 stycznia 1973, tym samym wypierając organizację gminną w latach 1954–1972.
Gromadę Suchowola z siedzibą GRN w Suchowoli utworzono – jako jedną z 8759 gromad na obszarze Polski – w powiecie zamojskim w woj. lubelskim na mocy uchwały nr 18 WRN w Lublinie z dnia 5 października 1954. W skład jednostki weszły obszary dotychczasowych gromad Grabnik, Hutków, Malinówka, Suchowola wieś i Suchowola kol. ze zniesionej gminy Suchowola w tymże powiecie. Dla gromady ustalono 27 członków gromadzkiej rady narodowej.
1 stycznia 1960 do gromady Suchowola włączono obszar zniesionej gromady Potoczek w tymże powiecie, po czym gromadę Suchowola planowano znieść przez przeniesienie siedziby GRN z Suchowoli do Potoczka i zmianę nazwy jednostki na gromada Potoczek. Ostatecznie unieważniono zniesienie gromady Suchowola, a tylko przeniesiono 1 stycznia 1960 siedzibę GRN Suchowola ze wsi Suchowola – do czasu pobudowania przez gromadę Suchowola budynku na biura GRN w Suchowoli – do wsi Potoczek.
1 stycznia 1962 z gromady Suchowola wyłączono wsie Potoczek, Adamów, Czarnowoda, Szewnia Dolna i Szewnia Górna, tworząc z nich nową gromady Potoczek w tymże powiecie; do gromady Suchowola włączono natomiast obszar zniesionej gromady Rachodoszcze tamże.
Gromada przetrwała do końca 1972 roku, czyli do kolejnej reformy gminnej.